# Phare de Kalsholmen
Le phare de Kalsholmen (en norvégien : Kalsholmen fyr) est un phare côtier de la commune de Meløy, dans le Comté de Nordland (Norvège). Il est géré par l'administration côtière norvégienne (en norvégien : Kystverket).

## Histoire
Le phare est situé sur la petite île de Kalsholmen à environ 15 km à l'ouest de Støtt et a 12 km au nord-ouest de Bolga.
Le phare a d'abord été mis en service sur l'îlot de Tennholmen en 1916. Il a été détruit par une tempête en 1917. En 1919, il a été reconstruit sur une autre île. Il est automatisé depuis 1993.

## Description
Le phare  ,  est une maison de 13,5 mètres de haut, avec une petite  lanterne. La maison est peinte en blanc et la lanterne est rouge. Son feu à occultations émet, à une hauteur focale de 30,5 mètres, trois éclats (blanc, rouge et vert selon différents secteurs) toutes les 10 secondes. Sa portée nominale est de 16 milles nautiques (environ 30 km) pour le feu blanc.
Identifiant : ARLHS : NOR-132 ; NF-6830 - Amirauté : L2448 - NGA : 10512 .

### Lien connexe
- Liste des phares de Norvège